# Jillian Bach
Jillian Bach (* 27. April 1973 in Palm Beach Gardens, Florida als Jillian Rosenbach) ist eine US-amerikanische Schauspielerin.

## Leben und Karriere
Jillian Bach war in ihrer Jugend Cheerleader an ihrer High School in Palm Beach Gardens. Sie besuchte die Brown University.
Bach ist vor allem durch ihre Rolle der Irene in Ein Trio zum Anbeißen bekannt geworden. Im Jahr 2006 hatte sie eine Hauptrolle in der kurzlebigen CBS-Serie Dating Alex an der Seite von Jenna Elfman inne. In den Jahren 2011 und 2012 war sie als Sarah Harrigan in sechs Folgen der Serie The Mentalist zu Gast. Des Weiteren trat sie in Filmen wie American Pie – Wie ein heißer Apfelkuchen und Julie & Julia in kleineren Rollen auf.

## Filmografie (Auswahl)
- 1998: USA High
- 1998: Felicity (Fernsehserie, eine Folge)
- 1999: Akte X – Die unheimlichen Fälle des FBI (The X-Files, Fernsehserie, eine Folge)
- 1999: American Pie – Wie ein heißer Apfelkuchen
- 1999–2001: Ein Trio zum Anbeißen (Two Guys And A Girl, Fernsehserie, 31 Folgen)
- 2000: Party of Five (Fernsehserie, eine Folge)
- 2003: Still Standing (Fernsehserie, eine Folge)
- 2004–2006: Emergency Room – Die Notaufnahme (ER, Fernsehserie, fünf Folgen)
- 2005: Gilmore Girls (Fernsehserie, eine Folge)
- 2006: Dating Alex (Courting Alex, Fernsehserie, elf Folgen)
- 2006: Grey’s Anatomy (Fernsehserie, eine Folge)
- 2007: Close to Home (Fernsehserie, eine Folge)
- 2007: King of Queens (The King of Queens, Fernsehserie, eine Folge)
- 2007: My Boys (Fernsehserie, eine Folge)
- 2008: Law & Order (Fernsehserie, eine Folge)
- 2009: Julie & Julia
- 2010: Ghost Whisperer – Stimmen aus dem Jenseits (Ghost Whisperer, Fernsehserie, eine Folge)
- 2010: Navy CIS (NCIS, Fernsehserie, eine Folge)
- 2010: Bones – Die Knochenjägerin (Bones, Fernsehserie, eine Folge)
- 2010: Parenthood (Fernsehserie, eine Folge)
- 2011–2012: The Mentalist (Fernsehserie, sechs Folgen)
- 2012: Private Practice (Fernsehserie, eine Folge)
- 2015: iZombie (Fernsehserie, eine Folge)